# Крутін Максим Володимирович
Максим Володимирович Крутін (нар. 20 квітня 2000) — український футболіст, півзахисник «Енергії» (НК).

## Життєпис
У ДЮФЛУ виступав за ДВУФК (Дніпропетровськ), «ДЮСШ-11-Чорноморець» (Одеса) та «КОДЮСШ-Арсенал» (Щасливе). З 2016 по 2019 рік виступав у юніорському чемпіонаті України за кропивницьку «Зірку» (28 матчів, 1 гол) та донецький «Олімпік» (14 матчів, 1 гол).
Напередодні старту сезону 2019/20 років перебрався в «Кристал». У футболці херсонського клубу дебютував 27 липня 2019 року в переможному (2:0) домашньому поєдинку 1-го туру групи Б Другої ліги проти сімферопольської «Таврії». Максим вийшов на поле на 90-й хвилині, замінивши Сергія Цоя. Дебютним голом на професіональному рівні відзначився 16 серпня 2019 року на 90+3-й хвилині переможного (5:0) виїзного поєдинку 4-го туру групи Б Другої ліги проти одеського «Реал Фарма». Максим вийшов на поле на 87-й хвилині, замінивши Владислава Апостолюка.